# Lente-erebia
De lente-erebia (Erebia epistygne) is een vlinder uit de onderfamilie Satyrinae, de zandoogjes en erebia's. De soort heeft een voorvleugellengte van 22 tot 25 millimeter.
De soort komt voor in kleine gebiedjes in zuidoost Frankrijk en centraal Spanje. De soort neemt de laatste jaren flink af. Hij vliegt op hoogtes tussen 450 (in Spanje 900) en 1500 meter boven zeeniveau. De vlinders zijn te vinden op open plaatsen met gras en rotsen in lichte bossen. De vlinder vliegt van maart tot mei.
De waardplant van de lente-erebia is Festuca ovina (genaald schapengras), andere soorten Festuca en Poa zijn ook wel gemeld.